# Babe (Take-That-Lied)
Babe ist ein Lied der britischen Pop-Band Take That aus dem Jahr 1993. Es wurde von dem Sänger Gary Barlow geschrieben und als vierte Single des zweiten Studioalbums der Band, Everything Changes, ausgekoppelt.

## Hintergrund
Babe wurde, wie die meisten Take-That-Songs, von Gary Barlow geschrieben. Es wurde von Steve Jervier, Paul Jervier, Jonathan Wales, Chris Porter und Dave Clayton produziert und erschien im Dezember 1993 über die Label RCA und BMG als Single. Es handelt sich um einen balladenartigen Pop- beziehungsweise Contemporary-R&B-Song im mittleren Tempo. Im Songtext kommt die Hauptfigur zurück zu einer geliebten Person und möchte ihr mitteilen, dass er in der Zwischenzeit viel erlebt hat.

## Musikvideo
Das Musikvideo zeigt die Gruppe in Mänteln im Herbst und Winter, zu Beginn ist ein altes Telefon zu sehen und die Geräusche eines Anrufs sind zu hören. Es wird eine Geschichte erzählt, in der die Hauptfigur zu einer Frau und einem kleinen Jungen zurückkehrt. Regisseur Gregg Masuak drehte es mit der Band. Es wurde bei YouTube etwa 7,1 Millionen Mal aufgerufen.

## Rezeption
Die Single wurde nach Pray und Relight My Fire zum dritten Nummer-eins-Hit in Folge im Vereinigten Königreich und erreichte Platin-Status. Ebenso erreichte sie in Deutschland Goldstatus.
| ChartsChartplatzierungen     | Höchstplatzierung | Wochen |
| ---------------------------- | ----------------- | ------ |
| Deutschland (GfK)            | 9 (24 Wo.)        | 24     |
| Österreich (Ö3)              | 12 (14 Wo.)       | 14     |
| Schweiz (IFPI)               | 8 (24 Wo.)        | 24     |
| Vereinigtes Königreich (OCC) | 1 (10 Wo.)        | 10     |

| ChartsJahrescharts (1993)    | Platzierung |
| ---------------------------- | ----------- |
| Vereinigtes Königreich (OCC) | 14          |

| ChartsJahrescharts (1994) | Platzierung |
| ------------------------- | ----------- |
| Deutschland (GfK)         | 42          |
| Schweiz (IFPI)            | 21          |